# Gyrtona phaeozona
Gyrtona phaeozona là một loài bướm đêm trong họ Noctuidae.